# Tamanka siitensis
Tamanka siitensis é uma espécie de peixe da família Gobiidae e da ordem Perciformes.

## Morfologia
- Os machos podem atingir 6,5 cm de comprimento total.
- Número de vértebras: 26.[5][6]

## Habitat
É um peixe de água doce, de clima tropical e demersal.

## Distribuição geográfica
É encontrado na Ásia: Ilha de Jolo (Sulu, Filipinas).

## Observações
É inofensivo para os humanos.